# Soko (Gabus)
Soko is een bestuurslaag in het regentschap Pati van de provincie Midden-Java, Indonesië. Soko telt 836 inwoners (volkstelling 2010).